# Lina Cavalieri

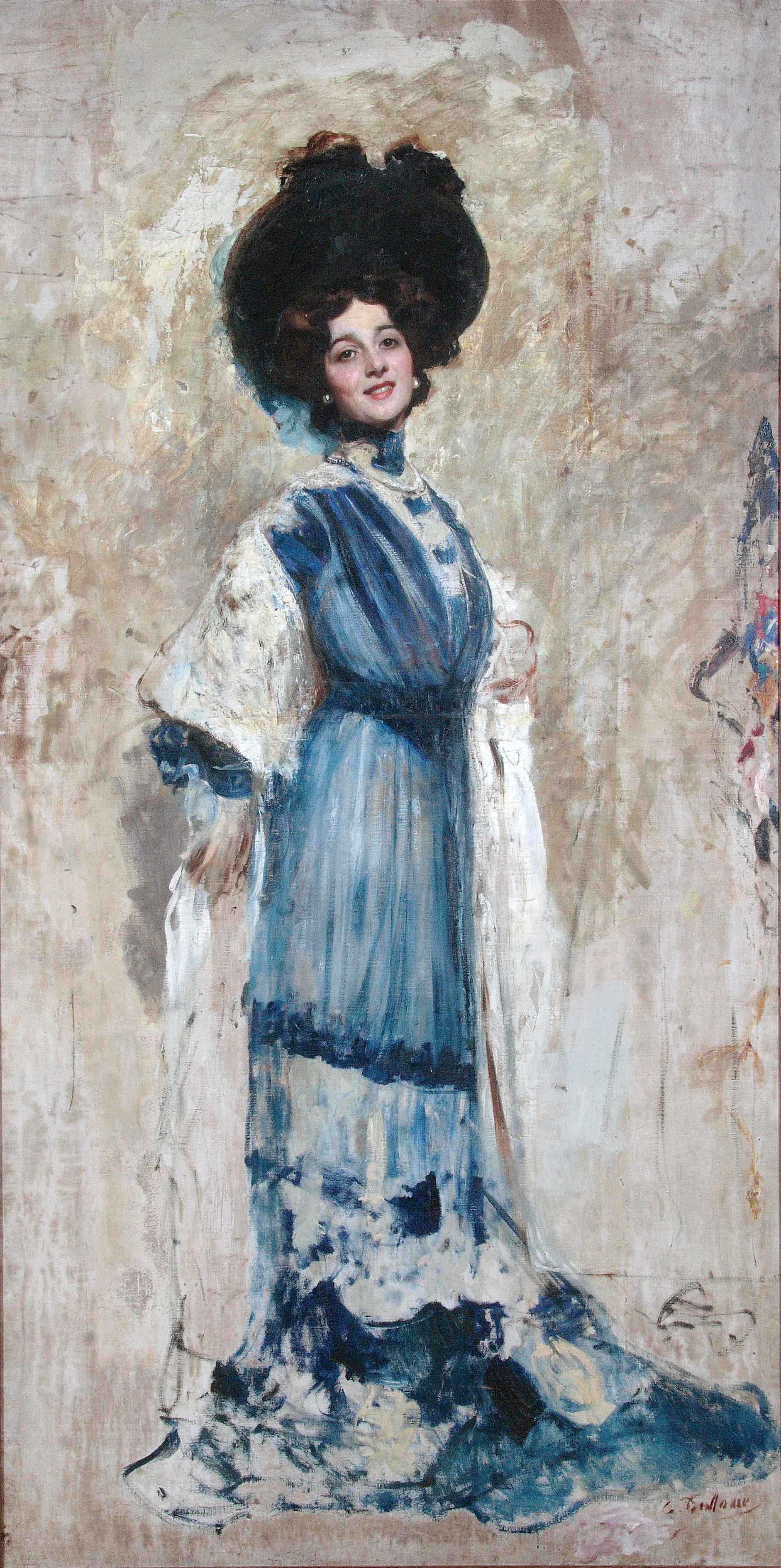
Césare Tallone: Porträt von Lina Cavalieri, Öl auf Leinwand, 1900

Natalina Cavalieri (* 25. Dezember 1874 in Viterbo; † 7. Februar 1944 in Florenz) war eine italienische Opernsängerin in der Stimmlage Sopran.

## Leben
Natalina Cavalieri wurde mit 15 Jahren Waise und wurde in einem Kloster für junge Mädchen erzogen. Nach kurzer Zeit lief sie von dort weg und schloss sich einer Theatergruppe an. In Paris nahm sie an der Comédie-Française Schauspiel- und Gesangsunterricht. Im Jahre 1900 debütierte sie am Teatro Nacional de São Carlos in Lissabon und hatte mit dem russischen Prinzen Alexander Wladimirowitsch Bariatinski (1870–1910), späterer Schwiegersohn des Zaren Alexander II., eine Liebesaffäre. Als Krankheitsvertretung von Hariclea Darclée sang Cavalieri 1902 die Floria Tosca in der gleichnamigen Oper von Giacomo Puccini und erntete großen Beifall. Weitere Auftritte folgten, unter anderem in der Opéra de Monaco in Monte-Carlo, dem Théâtre Sarah Bernhardt in Paris und an der Metropolitan Opera in New York City.

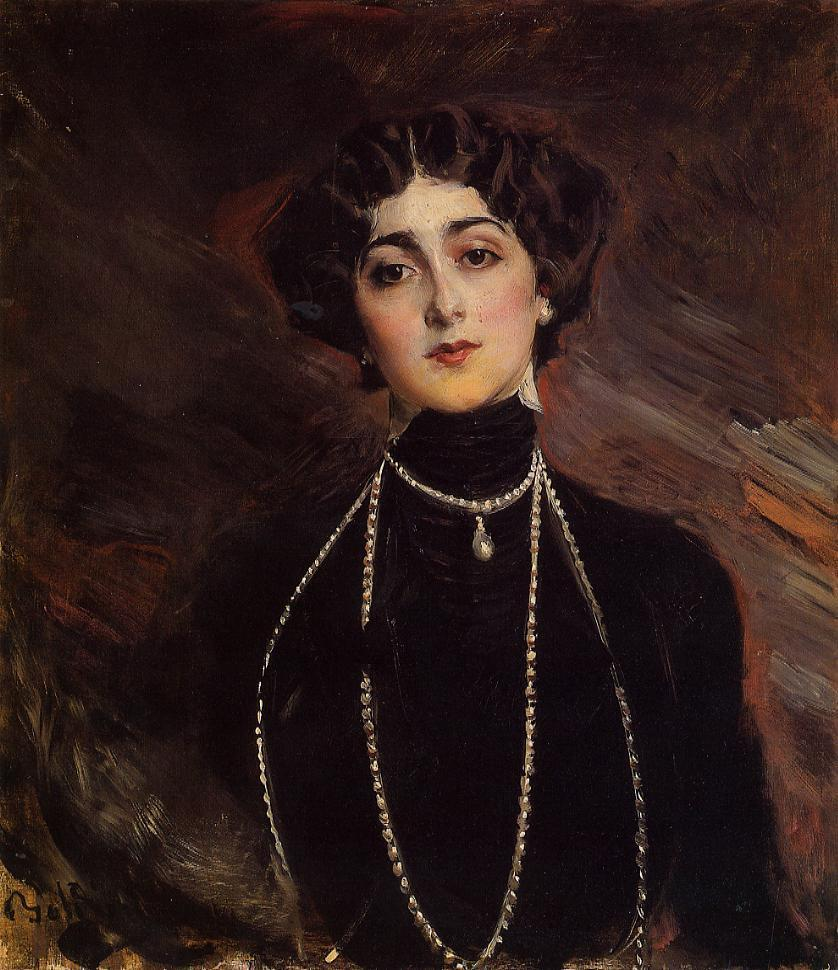
Giovanni Boldini: Porträt von Lina Cavalieri, Öl auf Leinwand, 1901

In New York war Cavalieri ein festes Mitglied des Ensembles der Metropolitan Opera, der sie über vier Jahre die Treue hielt. Mit ihrem Gesangskollegen Enrico Caruso verband sie eine innige Freundschaft. Während der Saison 1909/1910 sang sie an Oscar Hammersteins Manhattan Opera Company mit John McCormack. Zur selben Zeit hatte Cavalieri eine Romanze mit dem Künstler Robert Winthrop Chanler (1872–1930), Mitglied der berühmten Astor-Familie. Die gemeinsame Ehe hielt nicht lange und Cavalieri kehrte nach Europa zurück. Auf ihrer Russland-Tournee lernte sie den französischen Tenor Lucien Muratore (1878–1954) kennen und lieben. Mit ihm hatte sie auch 1911 in einer Aufführung der Oper Siberia als Liebespaar auf der Bühne gestanden. Ihre Hochzeit war das gesellschaftliche Ereignis in Paris und ein Jahr später (1914) nahm sie Abschied von der Opernbühne.
Beim Ausbruch des Ersten Weltkrieges ging Cavalieri in die Vereinigten Staaten und spielte in Hollywood unter dem belgischen Filmregisseur Edward José in einigen Stummfilmen mit. Mitte der 1920er-Jahre kehrte sie nach Italien zurück, wo sie Gesangsunterricht gab. Um für karitative Organisationen Geld zu sammeln, organisierte sie mehrere Liederabende in London, Madrid und in Paris. Während des Zweiten Weltkriegs arbeitete sie als freiwillige Krankenschwester. Bei einem alliierten Bombenangriff kam Cavalieri ums Leben, ihre Leiche wurde nie gefunden.
Es sind nur wenige Gesangsaufnahmen von Lina Cavalieri bekannt. 1910 nahm sie für Columbia Records mehrere Arien auf, 1916 sang sie zusammen mit ihrem Ehemann Lucien Muratore für Pathé drei Duette, darunter das Liebesduett aus der Oper Roméo et Juliette von Charles Gounod.

## Erwähnenswertes
- Lina Cavalieri fiel Enrico Caruso auf offener Bühne um den Hals und küsste ihn aus Begeisterung so leidenschaftlich, dass dieser Kuss als der erste „echte“ Bühnenkuss in die Annalen der Geschichte einging.
- In Porträts und Fotografien zahlreicher Künstler verewigt, wurde Lina Cavalieri als „meistfotografierte Frau ihrer Zeit“ (Belle Époque) berühmt.
- 1955 wurde Lina Cavalieri von Gina Lollobrigida in dem Film Die schönste Frau der Welt verkörpert.
- Die berühmte Porzellanserie „Tema e Variazioni“ von Piero Fornasetti basiert auf ihrem Porträt.

## Galerie

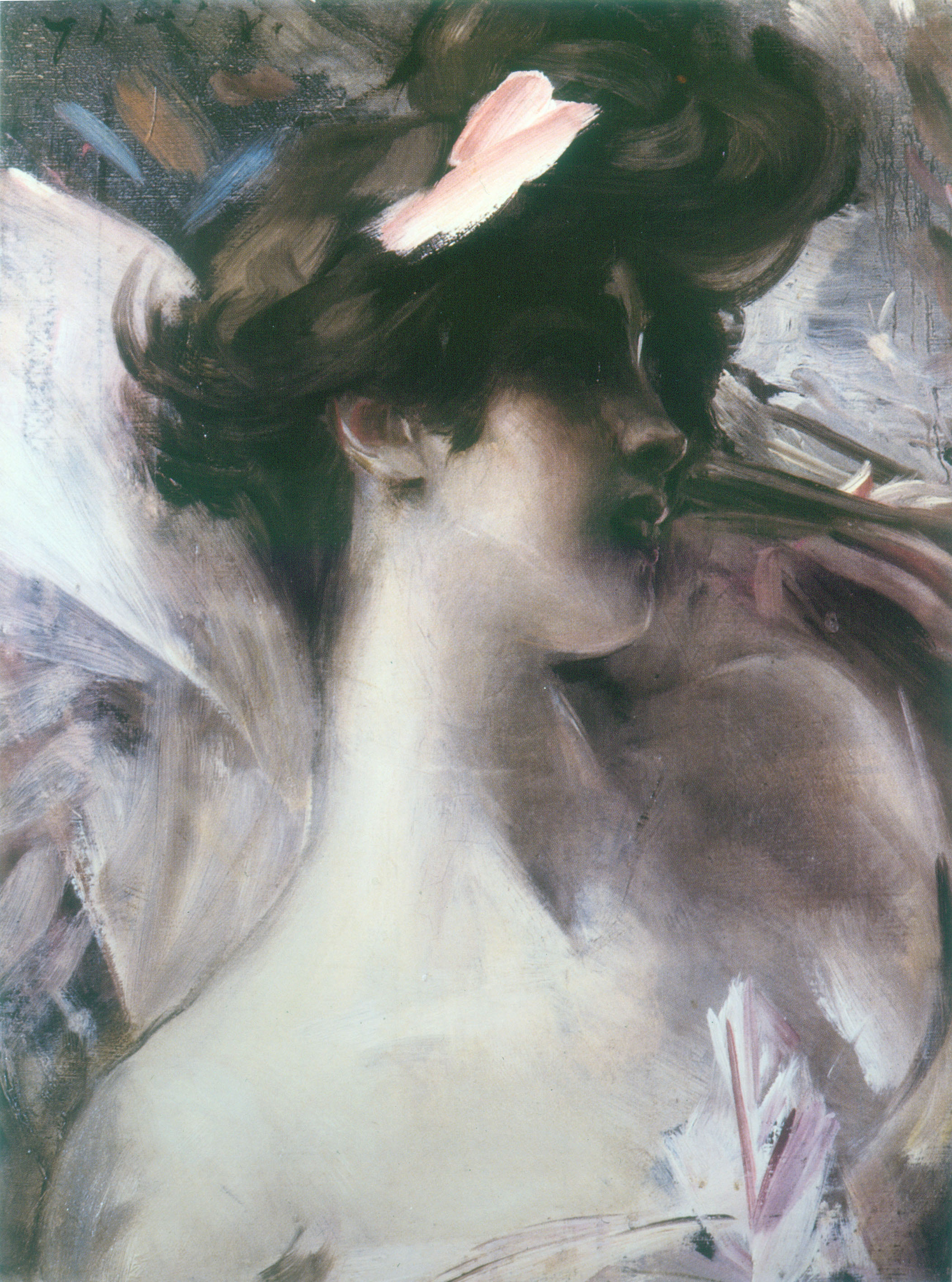
Giovanni Boldini: Porträt von Lina Cavalieri, Öl auf Leinwand, um 1912
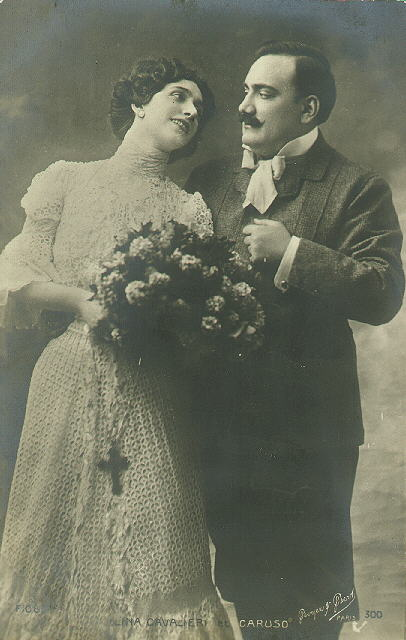
Porträt von Cavalieri und Enrico Caruso, um 1905/1907
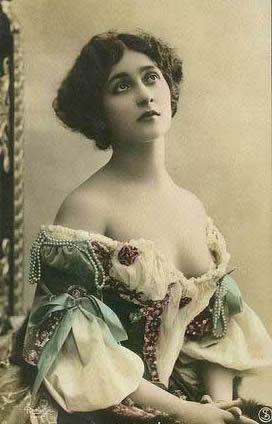
Lina Cavalieri, um 1905
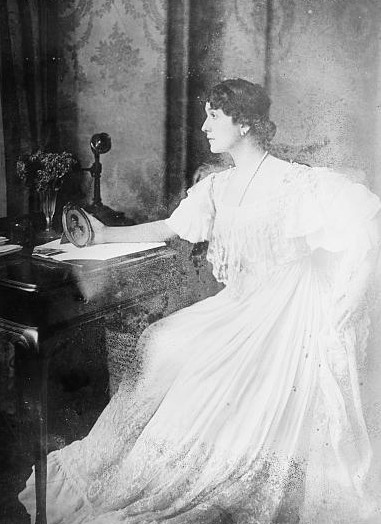
Lina Cavalieri, 1907
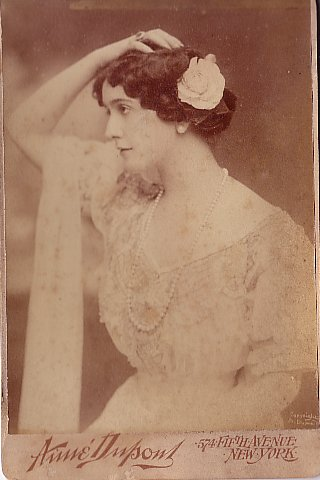
Lina Cavalieri, 1908